# Rossland
Rossland – miasto w Kanadzie, w prowincji Kolumbia Brytyjska, w dystrykcie regionalnym Kootenay Boundary, niedaleko granicy z USA, w górach Monashee Mountains. Leży na wysokości 1023 m n.p.m.
Liczba mieszkańców Rossland wynosi 3 278. Język angielski jest językiem ojczystym dla 92,5%, francuski dla 1,7% mieszkańców (2006).
Znajduje się tutaj ośrodek narciarski Red Mountain Resort, w którym znajduje się 87 tras, z których: 10% przeznaczone jest dla początkujących, 45% dla średnio-zaawansowanych i 45% dla zaawansowanych. Trasy obsługiwane są przez 6 wyciągów.
W przeszłości rozgrywano tu zawody Pucharu Świata w narciarstwie alpejskim.